# Carl Euler
Pour les articles homonymes, voir Euler (homonymie).
Carl Hieronymus Euler est un fermier et un ornithologue suisse, né en 1834 à Bâle et mort le 27 novembre 1901.
En 1853, il se rend à Rio de Janeiro et achète une ferme près de Cantagallo. Il devient vice-consul suisse et passe son temps libre à récolter des oiseaux et étudier leurs mœurs. Il publie ses observations dans le Journal für Ornithologie entre 1867 à 1893. Il envoie des spécimens au musée d'histoire naturelle de Berlin où Jean Louis Cabanis (1816-1906) lui dédie le moucherolle d'Euler, Lathrotriccus euleri (Cabanis, 1868).

## Source
- Bo Beolens et Michael Watkins (2003). Whose Bird ? Common Bird Names and the People They Commemorate. Yale University Press (New Haven et Londres).